# Zapasy na Letnich Igrzyskach Olimpijskich 2004
Zapasy na Letnich Igrzyskach Olimpijskich 2004 w Atenach odbywały się w dniach 22-29 sierpnia 2004 roku. Zawody odbywały się w obiekcie olimpijskim Hala Ano Liossia. W rywalizacji mężczyzn walczono w 14 konkurencjach (po 7 w stylu wolnym i klasycznym), natomiast konkurencje kobiece rozgrywano w czterech kategoriach wagowych (tylko w stylu wolnym). W zawodach udział wzięło 342 sportowców (292 mężczyzn i 50 kobiet).

## Medaliści

### Kobiety

#### Styl wolny
| Konkurencja:       | Złoto:                  | Srebro:                         | Brąz:                                |
| Kategoria do 48 kg | Iryna Merłeni · Ukraina | Chiharu Icho · Japonia          | Patricia Miranda · Stany Zjednoczone |
| Kategoria do 55 kg | Saori Yoshida · Japonia | Tonya Verbeek · Kanada          | Anna Gomis · Francja                 |
| Kategoria do 63 kg | Kaori Icho · Japonia    | Sara McMann · Stany Zjednoczone | Lise Legrand · Francja               |
| Kategoria do 72 kg | Wang Xu · Chiny         | Guzel Maniurowa · Rosja         | Kyōko Hamaguchi · Japonia            |

### Mężczyźni

#### Styl klasyczny
| Konkurencja:       | Złoto:                                 | Srebro:                          | Brąz:                             |
| Kategoria do 55 kg | István Majoros · Węgry                 | Giejdar Mamiedalijew · Rosja     | Artiom Kiurengian · Grecja        |
| Kategoria do 60 kg | Jeong Ji-hyeon · Korea Południowa      | Roberto Monzón · Kuba            | Armen Nazarian · Bułgaria         |
| Kategoria do 66 kg | Fərid Mansurov · Azerbejdżan           | Şeref Eroğlu · Turcja            | Mychitar Manukian · Kazachstan    |
| Kategoria do 74 kg | Aleksandre Dochturiszwili · Uzbekistan | Marko Yli-Hannuksela · Finlandia | Warteres Samurgaszew · Rosja      |
| Kategoria do 84 kg | Aleksiej Miszyn · Rosja                | Ara Abrahamian · Szwecja         | Wiaczasłau Makaranka · Białoruś   |
| Kategoria do 96 kg | Karam Dżabir · Egipt                   | Ramaz Nozadze · Gruzja           | Mehmet Özal · Turcja              |
| Kategoria 120 kg   | Chasan Barojew · Rosja                 | Gieorgij Curcumia · Kazachstan   | Rulon Gardner · Stany Zjednoczone |

#### Styl wolny
| Konkurencja:       | Złoto:                             | Srebro:                          | Brąz:                        |
| Kategoria do 55 kg | Mawlet Batirow · Rosja             | Stephen Abas · Stany Zjednoczone | Chikara Tanabe · Japonia     |
| Kategoria do 60 kg | Yandro Quintana · Kuba             | Masud Mostafa Dżokar · Iran      | Kenji Inoue · Japonia        |
| Kategoria do 66 kg | Elbrus Tedejew · Ukraina           | Jamill Kelly · Stany Zjednoczone | Machacz Murtazalijew · Rosja |
| Kategoria do 74 kg | Buwajsa Sajtijew · Rosja           | Giennadij Łalijew · Kazachstan   | Iván Fundora · Kuba          |
| Kategoria do 84 kg | Cael Sanderson · Stany Zjednoczone | Mun Ui-je · Korea Południowa     | Sażyd Sażydow · Rosja        |
| Kategoria do 96 kg | Chadżymurat Gacałow · Rosja        | Magomied Ibragimow · Uzbekistan  | Ali Reza Hejdari · Iran      |
| Kategoria 120 kg   | Artur Tajmazow · Uzbekistan        | Ali Reza Rezaji · Iran           | Aydın Polatçı · Turcja       |

## Tabela medalowa
| Poz. | Państwo           |   |   |   | Łącznie |
| ---- | ----------------- | - | - | - | ------- |
| 1    | Rosja             | 5 | 2 | 3 | 10      |
| 2    | Japonia           | 2 | 1 | 3 | 6       |
| 3    | Uzbekistan        | 2 | 1 | 0 | 3       |
| 4    | Ukraina           | 2 | 0 | 0 | 2       |
| 5    | Stany Zjednoczone | 1 | 3 | 2 | 6       |
| 6    | Kuba              | 1 | 1 | 1 | 3       |
| 7    | Korea Południowa  | 1 | 1 | 0 | 2       |
| 8    | Azerbejdżan       | 1 | 0 | 0 | 1       |
| 8    | Chiny             | 1 | 0 | 0 | 1       |
| 8    | Egipt             | 1 | 0 | 0 | 1       |
| 8    | Węgry             | 1 | 0 | 0 | 1       |
| 12   | Iran              | 0 | 2 | 1 | 3       |
| 12   | Kazachstan        | 0 | 2 | 1 | 3       |
| 14   | Turcja            | 0 | 1 | 2 | 3       |
| 15   | Kanada            | 0 | 1 | 0 | 1       |
| 15   | Finlandia         | 0 | 1 | 0 | 1       |
| 15   | Gruzja            | 0 | 1 | 0 | 1       |
| 15   | Szwecja           | 0 | 1 | 0 | 1       |
| 19   | Francja           | 0 | 0 | 2 | 2       |
| 20   | Białoruś          | 0 | 0 | 1 | 1       |
| 20   | Bułgaria          | 0 | 0 | 1 | 1       |
| 20   | Grecja            | 0 | 0 | 1 | 1       |